# Vương triều Salic
Nhà Salier là một dòng dõi quý tộc của vương quốc Đông Frank từ thế kỷ 10 đến thế kỷ 12. Lãnh thổ chính của họ là Speyergau, Wormsgau và Nahegau. Sau này có lúc họ là công tước của Lothringen và Franken.
4 vị vua triều đại nhà Salier—Konrad II, Heinrich III, Heinrich IV, and Heinrich V— cai trị đế quốc La Mã Thần thánh từ 1027 cho tới 1125, thành lập một chế độ quân chủ trở thành một thế lực chính ở châu Âu. Họ đã thành công phát triển một hệ thống quản lý lâu dài căn cứ vào một giai cấp thống trị chịu trách nhiệm trước hoàng đế.

## Nguồn gốc

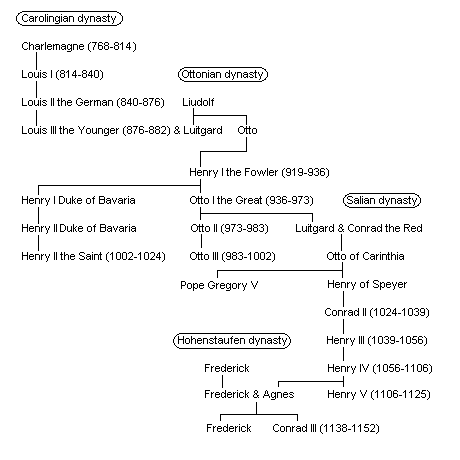
Gia phả nhà Salier